# 보은 법주사 목조관음보살좌상
보은 법주사 목조관음보살좌상(報恩 法住寺 木造觀音菩薩坐像)은 충청북도 보은군, 법주사에 있는 조선시대의 보살상이다. 2003년 2월 3일 대한민국의 보물 제1361호로 지정되었다.
근엄한 네모꼴의 얼굴에 아미타인을 짓고 있는 관음보살상으로 머리에는 중앙에 화불을 모신 다음 주위를 화염보주로 호화롭게 꾸민 보관을 썼으며, 복부에는 복갑(腹甲)같은 둥근 꽃장식 판을 둘렀는데 전반적으로 장식성이 두드러져 보인다.
두 손은 하품중생인(下品中生印)을 짓고 있는데, 마치 실제 인물의 부드러운 손을 대하듯 곡선적이고 사실적으로 표현되어 생동감이 넘쳐난다. 양어깨를 덮은 천의(天衣)자락 역시 신체의 굴곡을 따라 자연스럽게 흘러내리도록 표현함으로써 부피감있는 곡선미를 보여주고 있다.
이 목조관음보살상은 간단하고 단순 소박하지만 양감이 있으며, 복장유물 가운데서 불상조성기(佛像造成記)가 발견되어 순치(順治)2년(1655년)에 조성되었음을 알 수 있다. 따라서 임란후 제작된 조선 후기 불상연구에 있어 중요한 기준작이 될 수 있다.

## 같이 보기
- 법주사

## 참고 자료
- 보은 법주사 목조관음보살좌상 - 국가유산청 국가유산포털